# Yusuf Gatewood
Yusuf Gatewood (Hillsborough, 12 settembre 1982) è un attore statunitense.
È conosciuto per il suo ruolo di Doug nel film del 2005 The Interpreter e di Clarence Greene nel film del 2006 House at the End of the Drive. È anche conosciuto per aver recitato nel ruolo di Gary Howardwick nella serie tv CSI: Miami (2007), DJ nella serie CSI: Crime Scene Investigation (2006), Detective Lewis nella serie tv Law & Order: Criminal Intent (2003) e di Toby nella serie del 2003 Hack; recita il ruolo di Vincent Griffith nella serie televisiva The Originals.
Gatewood si è laureato alla Durham Academy di Durham. Sua madre e sua sorella risiedono correntemente a Hillsborough, insieme a diversi membri della sua famiglia, mentre lui risiede a Los Angeles.

## Filmografia

### Cinema
- Wonder Boys, regia di Curtis Hanson (2000)
- The Interpreter, regia di Sydney Pollack (2005)
- House at the End of the Drive, regia di David Worth (2014)
- La bottega del barbiere 3 (Barbershop: The Next Cut), regia di Malcolm D. Lee (2016)

### Televisione
- Hack - serie TV, episodio 1x14 (2003)
- Law & Order: Criminal Intent - serie TV, episodio 3x06 (2003)
- CSI: Crime Scene Investigation - serie TV, episodio 7x01 (2006)
- CSI: Miami - serie TV, episodio 6x04 (2007)
- Mask of the Ninja - film TV, regia di Bradford May (2008)
- Lincoln Heights - serie TV, episodio 3x01 (2008)
- The Originals - serie TV, 71 episodi (2014-2018)
- Hotel Cupido (Sweet Surrender) - film TV, regia di Kevin Connor (2014)
- Good Omens - miniserie TV (2019)
- The Umbrella Academy - serie TV, 13 episodi (2020-2022)

## Doppiatori italiani
Nelle versioni in italiano delle opere in cui ha recitato, Yusuf Gatewood è stato doppiato da:
- Enrico Di Troia in Wonder Boys
- Oliviero Cappellini in Law & Order: Criminal Intent
- Fabrizio Vidale in CSI: Miami
- Christian Iansante in The Originals
- Riccardo Scarafoni in Good Omens
- Nanni Baldini in The Umbrella Academy
- Alberto Angrisano in The Equalizer